# Nick translation
Il metodo della Nick translation è una tecnica di laboratorio di biologia molecolare che serve per operare la marcatura del DNA ovvero a creare sonde radioattive che potranno servire in seguito per esperimenti quali ad esempio il sequenziamento di un tratto di acido nucleico. La caratteristica che lo contraddistingue è quella di essere una tecnica capace di marcare fino alla totalità del filamento interessato, a differenza di altre tecniche di marcatura che interessano in primis le estremità 5' P o 3' OH  del filamento. Vengono scelti per la marcatura degli isotopi radioattivi del fosforo, 32P marcati sul fosfato α del deossiribonucleotide. 
Data la radioattività della tecnica, si è preferito utilizzare in sostituzione dei deossiribonucleotidi legati a molecole che agiscono come fluorofori, al posto degli isotopi radioattivi del fosforo, capaci dunque di mostrare fluorescenza se sottoposti ad adeguata illuminazione in analisi.
Il metodo si avvale di una sequenza di DNA doppio filamento, che una volta purificata viene ad essere tagliata con una endonucleasi a-specifica come la DNAsi capace di causare delle rotture a singolo filamento, in gergo chiamate proprio nick, generate dalla rottura dei legami fosfodiesterici. La presenza di un nick è il substrato di reazione per la DNApolI, che partendo dal punto di rottura inizia ad integrare via via i dNTP marcati sostituendo i nucleotidi presenti, non marcati: la capacità di rimozione, detta in gergo attività 5'-esonucleasica è una caratteristica intrinseca e distintiva di questa DNA polimerasi DNA-dipendente.
La reazione può essere controllata inibendo chimicamente l'enzima, attraverso l'introduzione di tris-EDTA in soluzione: questo causa la denaturazione della miscela enzimatica portando al termine della reazione.